# Eupterotegaeus spinatus
Eupterotegaeus spinatus är en kvalsterart som beskrevs av Harold G. Higgins och Tyler A. Woolley 1963. Eupterotegaeus spinatus ingår i släktet Eupterotegaeus och familjen Cepheidae. Inga underarter finns listade i Catalogue of Life.